# トレイ・イェサベージ
トレイ・デビッド・イェサベージ（Trey David Yesavage, 2003年7月28日 - ）は、アメリカ合衆国ペンシルベニア州ポッツタウン出身のプロ野球選手（投手）。右投右打。MLBのトロント・ブルージェイズ傘下所属。

## 経歴
2024年のMLBドラフト1巡目（全体20位）でトロント・ブルージェイズから指名されプロ入り。契約金は410万ドル。
2025年に傘下のA級ダニーデン・ブルージェイズでプロデビューし、その後A＋級バンクーバー・カナディアンズ、AA級ニューハンプシャー・フィッシャーキャッツ、AAA級バッファロー・バイソンズと昇格。7月にはオールスター・フューチャーズゲームに選出された。

## 詳細情報

### 記録
MiLB
- オールスター・フューチャーズゲーム選出：1回（2025年）